# N,N,N',N'-tetrametilazodicarboxamida
La N,N,N',N'-tetrametilazodicarboxamida (TMAD) es un reactivo usado en bioquímica para oxidaciones de tioles en proteínas para formar disulfuros. También ha sido usado como un reactivo en la reacción de Mitsunobu en lugar del azodicarboxilato de dietilo.